# Йоахим Флорський
Блаженний Йоахим Флорський (італ. Gioacchino da Fiore, 1132 — 30 березня 1202) — італійський богослов, містик, езотерик, засновник ордену флоренсів, один із засновників середньовічного хіліазму.

## Життєпис

### Молоді роки
Народився в Калабрії (в той час входила в Сицилійське королівство), в містечку Челіко біля Козенца, в родини нотаріуса на ім'я Мауро і його дружини Геми. З дитинства навчався праву у батька. Згодом отримав гарну освіту у Козенці. З часом став працювати в офісі юстиціарія Калабрії. Через численні розбіжності з керівникам звільнився. Незабаром влаштувався до місцевого суда Палермо, працював у 1166—1167 роках у службі архієпископа Стефена. З часом перейшов працювати до королівського суду, де знаходився до 1169 року. Де він запалився думкою відвідати Палестину та святі місця.
Близько 1169 року здійснив паломництво в Святу землю, де пережив духовну кризу та втратив інтерес до мирського життя. Повернувшись, кілька років жив відлюдником, потім мандрував та проповідував, після чого вступив до абатства Цистерцианського ордена Санта Марія делла Самбучина біля міста Луцці в Калабрії, де займався проповіддю мирянам.

### Чернецтво
У 1176 році переїздить до місто Катандзаро, де місцевий єпископ висвятив Йоахима на священика. Цього ж року вступив до монастиря Санта-Марія-ді-Корацо. 1177 року став абатом цього монастиря. На цій посаді почав напрацьовувати свої думки щодо богословських тем. Багато їздив Італією. Часто зустрічався у 1182—1188 роках з Папами Римськими Луцієм III та Урбаном III. Такі поїздки шкодили справами монастиря. Тому ченці були невдоволені діями Йоахима й бажали позбавити сану абата. Втім його підтримав папа Урбан III.
Втім сам Йоахим бажав усамітниться, щоб більше часу віддавати написанню своїх праць. Тому він вирішив знайти місце, де можливо було б досягти більшого усамітнення. Таку місцину він у 1188 році знайшов неподалік від П'єтрафітти. Отримав права на цю землю від короля Сицилії Вільгельма II Доброго. Але той у 1189 році сконав. Тому Йохиму довелося знову домовлятися з новим королем Танкредом I, який лише у 1191 році дав згоду на отримання Йохимом місцевини для монастиря. Тут у
1191 році заснував у Калабрійських горах монастир Сан Джовані-ін-Ф'йоре, що став оплотом нової, суворішої течії всередині Цистерціанського ордену флоренсів (італ. Florenses).
У 1194 році імператор Генріх VI надав численні пільги та привілеї цьому монастирю. Перебуваючи на чолі Сан Джовані-ін-Фйоре, Йоахим задумав створення нового ордену, який був би суворішим за цистерціанців. Його було названо «Орденом флоренсів» (на честь монастиря). 25 серпня 1196 року Папа Римський Целестин III схвалив утворення нового ордену.
На посаді абата цього монастиря Йоахим Флорський залишався до смерті — 30 березня 1202 року.

### Творчість

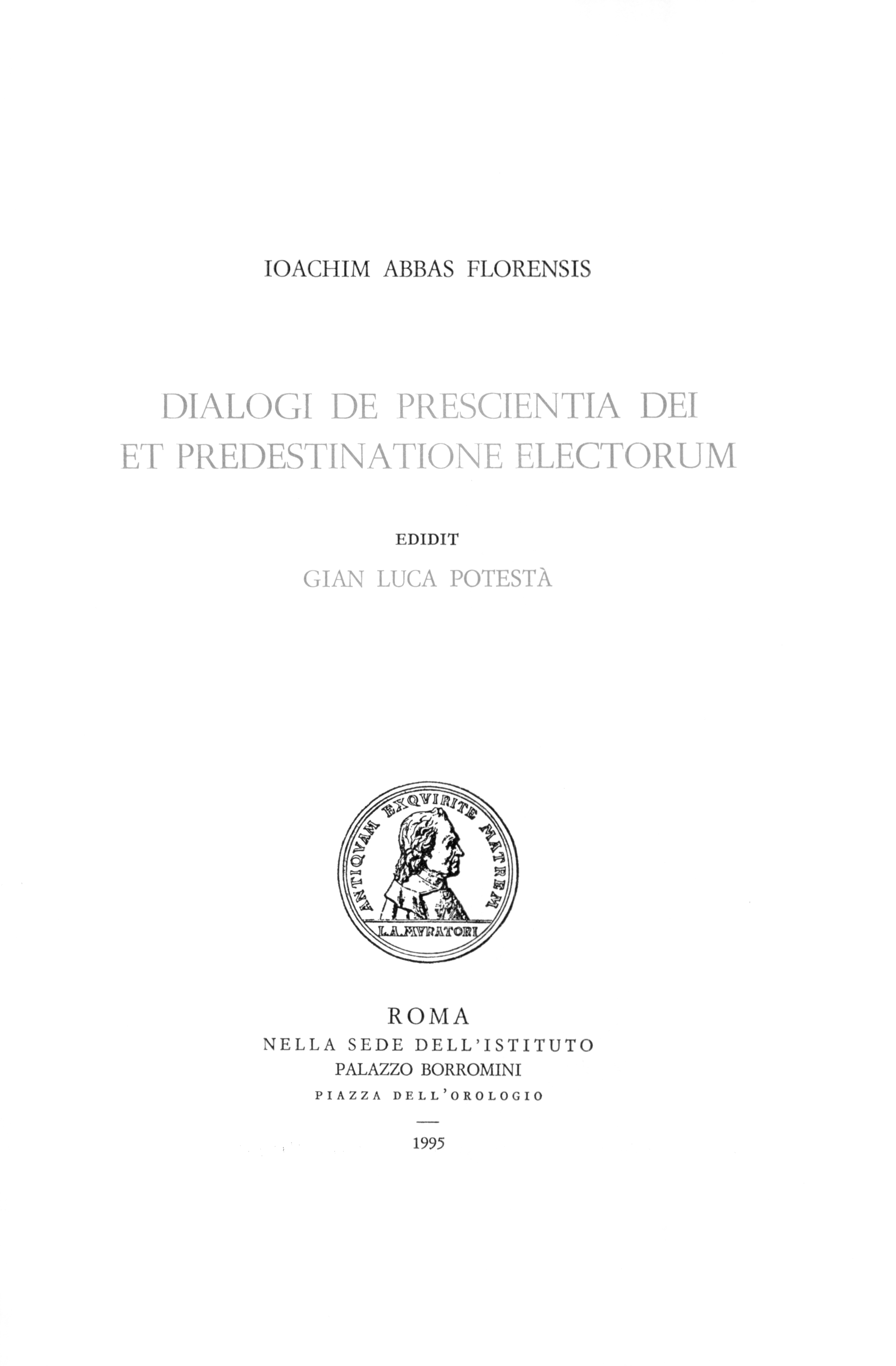
Dialogi de prescientia Dei

На основі Біблії Йоахим Флорський розділив всю історію людства на три періоди:
- Перший: «Отця» — від Авраама до Іоанна Хрестителя.
- Другий: «Сина» — від появи Ісуса Христа до 1260-го року
- Третій: «Святого Духа» з 1260 р. Цю дату взяв, виходячи з Апокаліпсису Іоана Богослова.

Існування католицької церкви Йоахім Флорський відносив до другого періоду, в третьому ж буде оновлена церква без недоліків колишньої. Йоахім Флорський вчив про настання Третього Завіту, пов'язаного з пануванням чернецтва. З третім періодом пов'язував і встановлення тисячолітнього царства Божого на Землі. Вчення Йоахіма засуджено католицькими Соборами. Ідеї Йоахіма Флорського були популярними серед францисканських спіритуалів, апостольських братів та ряду інших рухів, оголошених єресями.
Праці:
- «Посібник до Апокаліпсиса»
- «Узгодження Старого й Нового Заповітів»